# Guttipsilopa caeruleiventris
Guttipsilopa caeruleiventris är en tvåvingeart som först beskrevs av Friedrich Hermann Loew 1862.  Guttipsilopa caeruleiventris ingår i släktet Guttipsilopa och familjen vattenflugor. Inga underarter finns listade i Catalogue of Life.